# مارتي روزين
مارتي روزين (بالإنجليزية: Marty Rosen)‏ هو لاعب كرة القدم الكندية أمريكي، ولد في 14 يوليو 1943.